# Université de Macédoine-Occidentale
L’université de Macédoine-Occidentale (en grec moderne : Πανεπιστήμιο Δυτικής Μακεδονίας / Panepistímio Dytikís Makedonías) fut fondée en 2002 à Kozani.

## Organisation
L'université est composée de 3 facultés et de 6 départements répartis sur 2 villes :
Faculté des sciences éducatives (à Flórina)
- Département d'éducation élémentaire
- Département d'enseignement de la maternelle

Faculté de la technologie (à Kozani)
- Département de la construction mécanique
- Département de technologie informatique et de télécommunications

Départements indépendants (à Flórina)
- Département d’études balkaniques
- Département des arts appliqués et visuels